# ماجراهای واقعی پسر گرگی
ماجراهای واقعی پسر گرگی (به انگلیسی: The True Adventures of Wolfboy) یک فیلم آمریکایی محصول سال ۲۰۱۹ به کارگردانی مارتین کریچی و نویسندگی اولیویا دوفالت است. بازیگران این فیلم جیدن مارتل، کریس مسینا، ایو هیوسن، کلویی سونی، جان تورتورو و نیک پولینسکی هستند. داستان یک پسر نوجوان مبتلا به هایپرتریکوز است که در حالی که با یک پری دریایی ترنسجندر دوست می‌شود، خانه را برای یافتن مادرش ترک می‌کند.
این فیلم اولین نمایش جهانی خود را در جشنواره بین‌المللی فیلم کارلووی واری در ۲ ژوئیه ۲۰۱۹ انجام داد و در ۳۰ اکتبر ۲۰۲۰ توسط ورتیکال انترتینمنت منتشر شد.

## داستان
پسر نوجوانی به نام پل هارکر (جیدن مارتل) از خانه و پدرش (کریس مسینا) در جست‌وجوی مادرش فرار می‌کند. او همچنین دارای یک عارضه پوستی است که باعث می‌شود پوستش خز و موهای گرگ‌مانند در اطراف آن رشد کند. او با آریستیانا (سوفی جیانامور)، یک پری دریایی ترنسجندر و یک خواننده مشتاق که همدم او می‌شود، دوست می‌شود.

## بازیگران
- جیدن مارتل در نقش پل هارکر، پسری مبتلا به پرمویی.
- سوفی جیانامور در نقش آریستیانا، یک پری دریایی ترنسجندر و خواننده مشتاق که با پل دوست می‌شود.
- کریس مسینا در نقش دنی هارکر، پدر پل.
- ایو هیوسون در نقش رز، حامی بار در یک چشمی که آریستیانا را می‌شناسد.
- کلویی سونی در نقش جن
- جان تورتورو در نقش آقای سیلک، مالک شهربازی.
- نیک پولینسکی در نقش پرسی، بچه ای که پل را انتخاب می‌کند.
- میشل ویلسون در نقش پولوک، کارآگاهی که به دنی کمک می‌کند تا پل را پیدا کند.
- استفن مک کینلی هندرسون در نقش نیکلاس
- ملیسا ماندیسا در نقش مادر آریستیانا
- جی جی آلفیری در نقش کارمند پمپ بنزین
- بیل اسمیت و جاشوا آر آراگون در نقش حامیان کارناوال
- باب راش و گرگ هینامان در نقش دلقک‌ها
- مارگو دیویس در نقش مامان
- کریستی نولن در نقش مادر پرسی
- شری فرچایلد در نقش ایزبل دلقک خندان
- مایکی تنرلی در نقش هیری لری

## تولید
تصویربرداری اصلی فیلم در اواسط سپتامبر ۲۰۱۷ در منطقه بوفالو نیاگارا آغاز شد.

## انتشار
این فیلم اولین نمایش جهانی خود را در جشنواره بین‌المللی فیلم کارلووی واری در ۲ ژوئیه ۲۰۱۹ انجام داد در سپتامبر ۲۰۲۰، ورتیکال انترتینمنت حقوق پخش فیلم در ایالات متحده را به دست آورد. آنها آن را در ۳۰ اکتبر ۲۰۲۰ منتشر کردند.

## بازخورد
در وب‌سایت جمع‌آوری نقد راتن تومیتوز، این فیلم بر اساس ۵۰ نقد، با میانگین امتیاز ۶٫۶/۱۰، دارای ۷۸٪ محبوبیت است. اتفاق نظر منتقدان این سایت چنین است: «ماجراهای واقعی پسر گرگی می‌تواند به طرز ناامیدکننده‌ای ناهموار باشد، اما یک داستان ارزشمند و دلسوزی برای شخصیت‌های آن کمک می‌کند تا عیب‌های این داستان بلوغی به راحتی قابل بخشش باشد.» آلبرت نوویکی از فیلمواکا این فیلم را «جذاب» نامید و معتقد بود که باید به دلیل درج شخصیت ترنسجندر (آریستیانا) و بازیگر ترنس (سوفی جیانامور) تحسین شود.

### جوایز
ماجراهای واقعی پسر گرگی نامزد جایزه رسانه ای GLAAD 2021 برای فیلم برجسته (انتشار محدود) شد.